# Megachile bucephala
Megachile bucephala là một loài Hymenoptera trong họ Megachilidae. Loài này được Fabricius mô tả khoa học năm 1793.